# Kasseistrook van Bourghelles naar Wannehain
De kasseistrook van Bourghelles naar Wannehain (Frans: Secteur pavé de Bourghelles à Wannehain) is een kasseistrook uit de wielerwedstrijd Parijs-Roubaix, gelegen in de Franse gemeente Bourghelles.
De strook is in totaal 1100 meter lang. Ze bevindt zich in de finale van de wedstrijd en is als 3-sterrenstrook een relatief gemakkelijke strook. De strook wordt vaak samen gerekend met de nabijgelegen kasseistrook van Cysoing naar Bourghelles, die er vlak voor komt.
De kasseistrook begint aan de noordrand van het dorpscentrum van Bourghelles aan de Rue Aristide Briand net voorbij de begraafplaats van Bourghelles en verlaat het centrum in noordelijke richting. Het eerste stuk kasseiweg wordt er de "Pavé des 4 chemins" genoemd. Een paar honderd meter verder slaat men aan een kruispunt rechtsaf en volgt men de Chaussée Brunehaut naar het oosten, richting Wannehain. Dit stuk wordt ook wel "Pavé du Calvaire" genoemd.

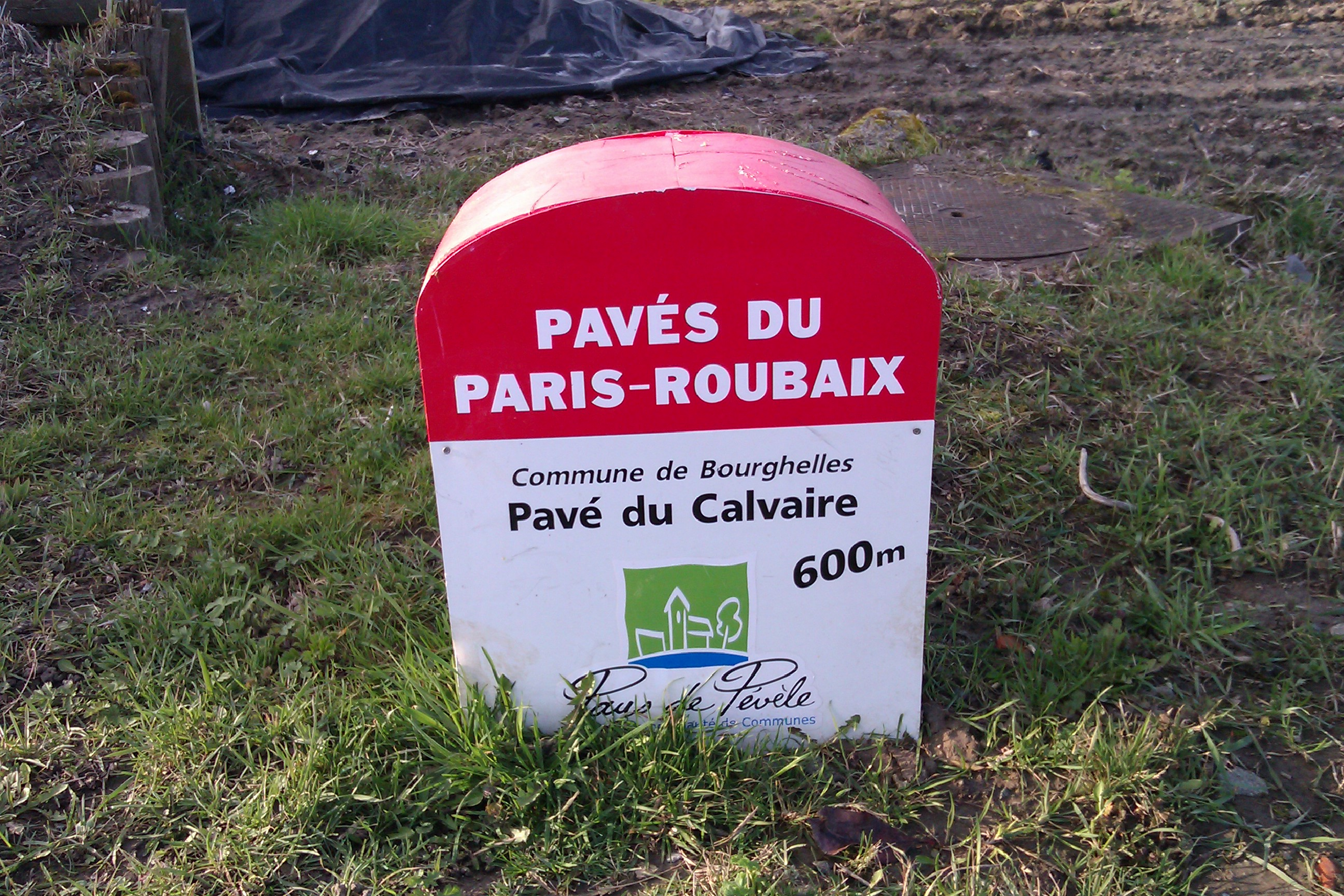
Paal "Pavé du Calvaire"
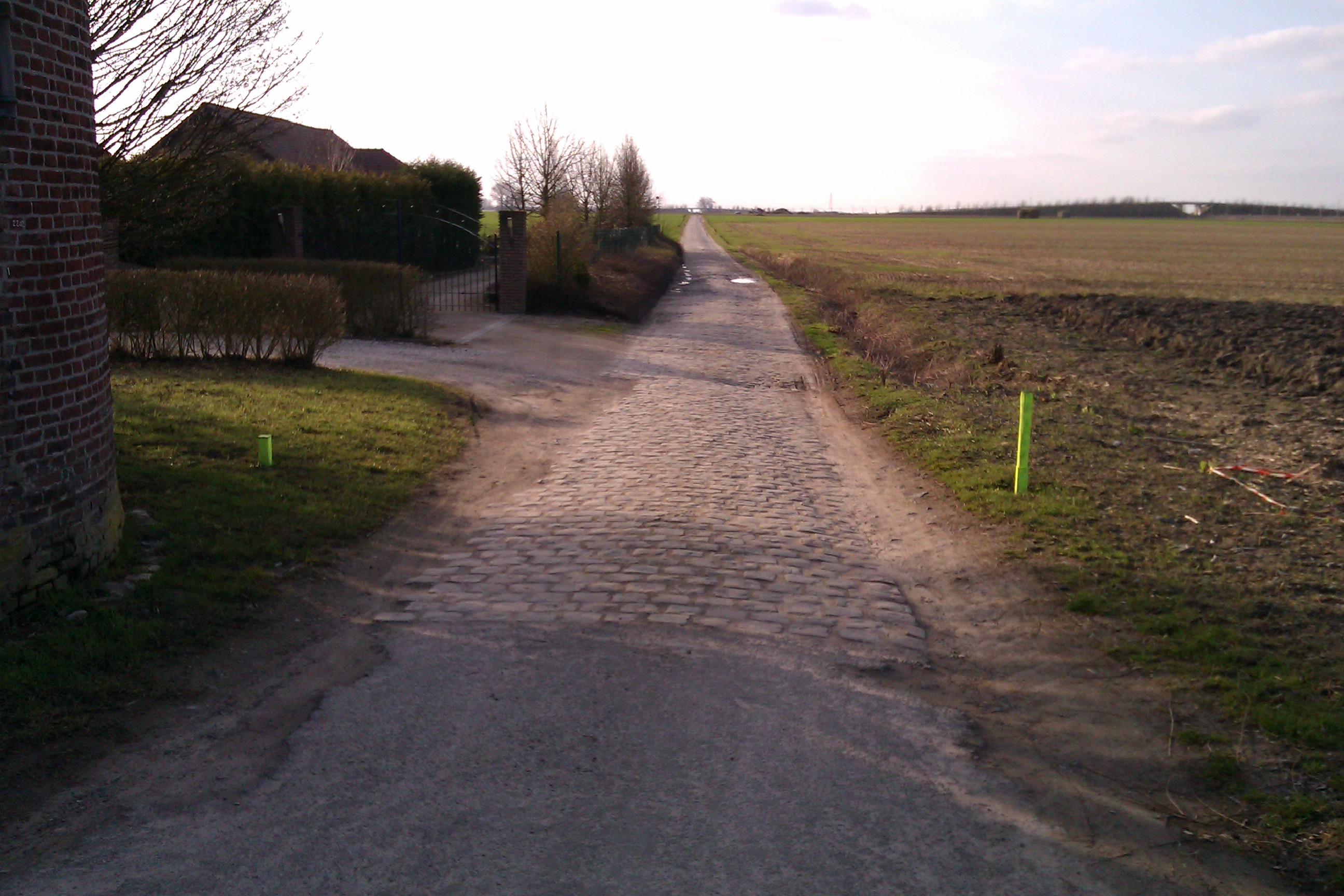
Einde van de kasseistrook

27: Troisvilles à Inchy · 
26: Viesly à Quiévy · 
25: Quiévy à Saint-Python · 
24: Saint-Python · 
23: Vertain à Saint-Martin-sur-Écaillon · 
22: Capelle-sur-Écaillon à Ruesnes · 
21: Aulnoy-lez-Valenciennes - Famars · 
20: Famars à Quérénaing · 
19: Quérénaing à Maing · 
18: Maing à Monchaux-sur-Écaillon · 
17: Haveluy à Wallers · 
16: Bos van Wallers-Arenberg · 
15: Millonfosse à Bousignies · 
14: Brillon à Tilloy-lez-Marchiennes · 
14: Tilloy à Sars-et-Rosières · 
13: Beuvry-la-Forêt à Orchies · 
12: Orchies · 
11: Auchy-lez-Orchies à Bersée · 
11: Mons-en-Pévèle · 
10: Mérignies à Avelin · 
9: Pont-Thibaut à Ennevelin · 
8: Templeuve - L'Épinette · 
8: Templeuve – Moulin-de-Vertain · 
7: Cysoing à Bourghelles · 
6: Bourghelles à Wannehain · 
5: Camphin-en-Pévèle · 
4: Carrefour de l'Arbre · 
3: Gruson · 
2: Willems à Hem · 
1: Roubaix